# 댄스, 걸, 댄스
댄스, 걸, 댄스(Dance, Girl, Dance)는 미국에서 제작된 도로시 아즈너 감독의 1940년 코미디, 드라마 영화이다. 모린 오하라 등이 주연으로 출연하였고 에리히 포머 등이 제작에 참여하였다.
이 영화는 문화적, 역사적, 미적 중요성으로 인해 미국 의회도서관에 의해 미국 국립영화등기부의 보존물로 선정되었다.

## 출연

### 주연
- 모린 오하라
- 루이스 헤이워드

### 조연
- 루실 볼
- 랄프 벨라미
- 마리아 우스펜스카야
- 메리 카리슬
- 캐서린 알렉산더
- 에드워드 브로피
- 월터 아벨
- 해롤드 허버
- 어니스트 트러스
- 체스터 크루트
- 로레인 크루거
- 엠마 던
- 시드니 블래크머
- 루드윅 스토셀
- 이노 버르브스
- 스탠리 브리스톤
- 웨이드 보텔러
- 폴 E. 번즈
- 클라이드 쿡
- 레이 쿡
- 지노 카라도
- 커낸 크립스
- 제이 이튼
- 베스 플라워스
- 루 하비
- 루 힉스
- 도널드 카
- 밀턴 키비
- 진 라파에트
- 로버트 맥켄지
- 토니 메를로
- 프랭크 밀스
- 버트 무어하우스
- 필립 모리스
- 베리 노턴
- 윌리엄 J. 오브라이언
- 로버트 에멧 오코너
- 잭 오쉐어
- 리 펠프스
- 폴 필립스
- 드웨이 로빈슨
- 랠프 샌포드
- 리 슘웨이
- 해리 텐브룩
- 해리 타일러
- 마조리 우드워스

## 제작진
- 세트: 다렐 실베라
- 의상: 에드워드 스티븐슨